# Episodi di Half & Half (quarta stagione)
La quarta stagione della serie televisiva Half & Half è stata trasmessa in anteprima negli Stati Uniti d'America dalla UPN tra il 19 settembre 2005 e il 15 maggio 2006.
| nº | Titolo originale                        | Titolo italiano | Prima TV USA      | Prima TV Italia |
| -- | --------------------------------------- | --------------- | ----------------- | --------------- |
| 1  | The Big Gen-Why Me? Episode             |                 | 19 settembre 2005 |                 |
| 2  | The Big Dollars & Sense Episode         |                 | 26 settembre 2005 |                 |
| 3  | The Big Frozen Assets Episode           |                 | 3 ottobre 2005    |                 |
| 4  | The Big Training Day Episode            |                 | 10 ottobre 2005   |                 |
| 5  | The Big Young & the Restless Episode    |                 | 17 ottobre 2005   |                 |
| 6  | The Big Off Pitch Episode               |                 | 24 ottobre 2005   |                 |
| 7  | The Big State of the Reunion Episode    |                 | 7 novembre 2005   |                 |
| 8  | The Big How to Do & Undo It Episode     |                 | 14 novembre 2005  |                 |
| 9  | The Big Days of Wine & Neuroses Episode |                 | 21 novembre 2005  |                 |
| 10 | The Big Sexism in the City Episode      |                 | 28 novembre 2005  |                 |
| 11 | The Big Sweet Smell of Excess Episode   |                 | 12 dicembre 2005  |                 |
| 12 | The Big Turning Over a New Leaf Episode |                 | 16 gennaio 2006   |                 |
| 13 | The Big Diva Down Episode               |                 | 6 febbraio 2006   |                 |
| 14 | The Big My Funny Valentine Episode      |                 | 13 febbraio 2006  |                 |
| 15 | The Big Take Me as I Am Episode         |                 | 20 febbraio 2006  |                 |
| 16 | The Big Reality Bites Episode           |                 | 27 febbraio 2006  |                 |
| 17 | The Big Stuck in the Middle Episode     |                 | 27 marzo 2006     |                 |
| 18 | The Big 'What Have We Done?' Episode    |                 | 17 aprile 2006    |                 |
| 19 | The Big Nervous Breakup Episode         |                 | 24 aprile 2006    |                 |
| 20 | The Big Mother's What?! Episode         |                 | 1º maggio 2006    |                 |
| 21 | The Big Hide & Sneak Episode            |                 | 15 maggio 2006    |                 |
| 22 | The Big Who You Gonna Call Episode      |                 | 15 maggio 2006    |                 |